# Corps des astronomes et physiciens
Le corps des astronomes et physiciens et celui des astronomes adjoints et physiciens adjoints constituent deux corps d'enseignants-chercheurs  à statut particulier, assimilés respectivement aux professeurs des universités et maîtres de conférences. Ils sont régis par le décret n° 86-434 du 12 mars 1986.
Les corps sont séparés en deux branches, l'une responsable des sciences de l'univers (astronomes et astronomes adjoints), l'autre des sciences de la planète (physiciens et physiciens adjoints).
Les mots astronome et physicien sont également employés de façon générique pour désigner tout chercheur ou enseignant-chercheur qui travaille respectivement en astronomie-astrophysique, ou en physique du Globe. Le nom du corps des physiciens vient de la contraction de l'expression physicien du Globe, sous-entendant le globe terrestre.

## Caractéristiques
Ces personnels sont chargés de trois missions :
1. Recherche fondamentale, appliquée ou technologique, valorisation de ses résultats, diffusion de la culture scientifique et information scientifique et technique en astronomie et sciences de la planète.
2. Organisation et réalisation de tâches scientifiques d'intérêt général d'observation ou d'accompagnement de la recherche en astronomie et sciences de la planète ayant un caractère national ou international et labellisées par l'Institut national de sciences de l'univers du Centre national de la recherche scientifique.
3. Formation et enseignement à et par la recherche. A ce titre, ils participent à des jurys d'examen et de concours.

La seconde mission (dénommée tâches de service) les distingue des autres corps d'enseignant-chercheur. Pour son accomplissement, le volume horaire de la mission d'enseignement est réduite à un tiers de celle des professeurs des universités et maîtres de conférences.
Les établissements dans lesquels ces personnels exercent leurs fonctions sont soit les universités qui disposent d'un observatoire des sciences de l'univers, soit l'Observatoire de Paris, soit l'Observatoire de la Côte d'Azur, soit l'Institut de physique du globe de Paris.

### Effectifs
Le bilan social du ministère de tutelle fait état de 104 astronomes, 42 physiciens, 114 astronomes adjoints et 68 physiciens adjoints pour l'année 2019. Le nombre total de postes est constant depuis 2004, date des dernières créations à la suite du mouvement Sauvons La Recherche. La part de chercheuses dans le corps est en augmentation (29,9% en 2019 contre 25,3% en 2012). 

### Recrutement
Le Conseil national des astronomes et physiciens est chargé du recrutement par voie de concours national annuel. Les personnels recrutés sont des fonctionnaires appartenant à la catégorie A définie par l'article 29 de la loi 84-16 portant dispositions statutaires relatives à la fonction publique de l'État, et sont nommés par décret du président de la République.

## Histoire
Les corps actuels sont issus de la réforme de 1986. Le statut précédent date de 1936. 
Un décret du 13 février 1873 institue un corps pour les observatoires de l'État. 
Pour l'Observatoire de Paris, le décret du 5 mars 1872 affecte des astronomes titulaires (dont un affecté au service de météorologie et physique du globe), des astronomes adjoints et physiciens adjoints, des aides astronomes et aides physiciens ; l'Observatoire de Marseille, qui est destiné à l'astronomie, ne se voit doté que d'astronomes et astronomes adjoints. Les règles d'avancement de carrière et les salaires y sont également précisés.
L'origine du corps des astronomes remonte à la fondation de l'Observatoire de Paris.